# La Moleta Llarga
La Moleta Llarga és una muntanya de 312 metres que es troba al municipi del Molar, a la comarca catalana del Priorat.